# Nelson Ferreira (sonoplasta)
Nelson Ferreira é um sonoplasta canadense. Foi indicado ao Oscar de melhor edição de som na edição de 2018 pelo trabalho na obra The Shape of Water, ao lado de Nathan Robitaille.

## Prêmios e indicações
- Pendente: Oscar de melhor edição de som - The Shape of Water (2017)